# İdil Biret
İdil Biret (Ankara, 21 novembre 1941) è una pianista turca nota per le sue interpretazioni del repertorio romantico.

## Studi
Quando aveva sette anni, il parlamento turco promulgò una legge speciale che le permise di studiare al Conservatorio di Parigi sotto la guida di Nadia Boulanger, laureandosi con tre premi all'età di 15 anni. Ha continuato la sua formazione con Alfred Cortot e Wilhelm Kempff.

## Carriera musicale
Dall'età di 16 anni ha suonato come solista con le orchestre più illustri del mondo tra cui l'Orchestra Sinfonica di Londra, la Philharmonia Orchestra, la London Philharmonic Orchestra, la Boston Symphony, l'Orchestra filarmonica di San Pietroburgo, la Leipzig Gewandhaus, la Dresden Staatskapelle, l'Orchestre de la Suisse Romande, la Tokyo Philharmonic, l'Orchestra Filarmonica di Varsavia, l'Orchestre national de France e la Sydney Symphony. Ha collaborato con eminenti direttori come Hermann Scherchen, Pierre Monteux, Erich Leinsdorf, Rudolf Kempe, Gennady Rozhdestvensky, Aaron Copland, Rafael Frühbeck de Burgos, Charles Mackerras, Jean Fournet, José Serebrier, Moshe Atzmon, Antoni Wit e Hiroyuki Iwaki.
Inoltre ha tenuto concerti ai festival di Berlino, Montréal, Istanbul, Dubrovnik, Montpellier, Nohant, Persepoli, Royan e Atene. Ha tenuto il suo primo concerto negli Stati Uniti alla Symphony Hall di Boston con Erich Leinsdorf il 22 novembre 1963, giorno dell'attentato al presidente statunitense John Fitzgerald Kennedy.
Le sue numerose registrazioni includono la registrazione in anteprima mondiale delle trascrizioni di Liszt delle nove sinfonie di Beethoven (EMI 6LP / 1986), opere complete per pianoforte solo e concerti di Chopin (15CD / 1992), di Brahms (12CD / 1997), Rachmaninov (10CD / 2000) e la trascrizione per pianoforte del balletto di Stravinskij L'uccello di fuoco (2003) e molti altri. Il vasto repertorio di Biret comprende gran parte della tarda letteratura pianistica classica e romantica. Probabilmente è meglio conosciuta per le sue registrazioni di Chopin, che le sono valse il prestigioso Grand Prix du Disque Frédéric Chopin in Polonia nel 1995.
Le sue registrazioni di brani classici del XX secolo includono le tre sonate per pianoforte di Pierre Boulez così come le opere per pianoforte e le edizioni di Wilhelm Kempff. Ha inoltre registrato gli studi (volume 1 e 2) di György Ligeti nel 2003. Negli anni '70 ha registrato a New York le opere di Boucourechliev, Anton Webern, Alban Berg, İlhan Mimaroğlu, Leo Brouwer, Castiglioni, Aleksandr Scjiabin, Sergei Prokof'ev e Nikolaj Mjaskovskij.
Ha inoltre registrato le sonate e i concerti per pianoforte completi di Beethoven per la sua etichetta, pubblicati nel 2008 e nel 2009 come set integrale, insieme alle sue registrazioni EMI del 1986 delle nove sinfonie di Beethoven come trascritte per pianoforte da Franz Liszt. Ha registrato i concerti con la Bilkent Symphony Orchestra diretta da Antoni Wit nel 2008 ed è l'unica pianista ad aver eseguito tutte le sonate per pianoforte di Beethoven, i concerti e le trascrizioni di Liszt delle nove sinfonie in concerti pubblici, nonché la prima pianista ad averli registrati tutti.

## Premi e riconoscimenti
Biret è un artista di stato dal 1971, un titolo onorario concesso agli artisti dal governo della Turchia per il loro contributo alla cultura turca.
Nel 1995 le registrazioni di Biret dell'intera opera di Chopin sono state premiate con il Grand Prix du Disque Frédéric Chopin in Polonia. Nello stesso anno ha vinto il premio Diapason d'Or in Francia per la registrazione delle sonate di Boulez, selezionata tra le migliori registrazioni dell'anno dal quotidiano Le Monde.
Ha inoltre vinto il Lili Boulanger Memorial Prize a Boston, la Harriet Cohen / Dinu Lipatti Gold Medal a Londra, il Premio polacco per meriti artistici, l'Ordine nazionale al merito di Francia e il premio Adelaide Ristori. Nel 2007 è stata insignita dell'Ordine di Gran Croce di cavalleria dal presidente polacco Lech Kaczynski per il suo contributo alla cultura polacca con le sue registrazioni e le sue esibizioni della musica di Chopin.